# 청주 목우사지 석조여래입상
청주 목우사지 석조여래입상(淸州 牧牛寺址 石造如來立像)은 충청북도 청주시 상당구 용담동에 있는 석불이다. 2005년 5월 6일 충청북도의 유형문화재 제270호로 지정되었다.

## 개요
이 불상은 두상이 결실되어 새로이 보강 되었으나, 전체적인 보존 상태가 양호하고 유려하게 처리된 의문과 당당한 동체 등을 볼때 신라양식을 계승한 고려 초기의 불상으로 추정되며 조성기법이 뛰어나다.

## 참고 자료
- 청주 목우사지 석조여래입상 - 국가유산청 국가유산포털